# Pectinaria (dier)
Pectinaria is een geslacht van borstelwormen uit de familie Pectinariidae

## Leefwijze
Deze korte en teergebouwde dieren beschermen zich door middel van smalle, kegelvormige kokers van 25 tot 75 mm lengte. Deze kokers zijn samengesteld uit zandkorrels of zeer kleine schelpdeeltjes en worden samengeklit door een hard wordend slijm, dat wordt geproduceerd door klieren, die zich vlak achter de mondopening bevinden.

## Soorten
- Pectinaria aegyptia (Savigny, 1822)
- Pectinaria antipoda Schmarda, 1861
- Pectinaria belgica (Pallas, 1766) = Groot goudkammetje
- Pectinaria bifurcata Blainville, 1828
- Pectinaria brevispinis Grube, 1878
- Pectinaria californiensis Hartman, 1941
- Pectinaria capensis (Pallas, 1766)
- Pectinaria carnosa Wong & Hutchings, 2015
- Pectinaria chilensis Nilsson, 1928
- Pectinaria clava Grube, 1878
- Pectinaria conchilega Grube, 1878
- Pectinaria dimai Zachs, 1933
- Pectinaria dodeka Hutchings & Peart, 2002
- Pectinaria gouldii (Verrill, 1874)
- Pectinaria hartmanae (Reish, 1968)
- Pectinaria hiuchiensis Kitamori, 1965
- Pectinaria incerta (Chenu, 1842)
- Pectinaria kanabinos Hutchings & Peart, 2002
- Pectinaria kiiensis Katto, 1977  †
- Pectinaria nana Wesenberg-Lund, 1949
- Pectinaria ningalooensis Zhang & Hutchings, 2019
- Pectinaria panava Willey, 1905
- Pectinaria papillosa Caullery, 1944
- Pectinaria parvibranchis Grube, 1878
- Pectinaria profunda Caullery, 1944
- Pectinaria regalis Verrill, 1901
- Pectinaria torquata Zhang & Qiu, 2017